# Batumis internationella flygplats
Batumis internationella flygplats (georgiska: ბათუმის საერთაშორისო აეროპორტი; Batumis Saertasjoriso Aeroporti) (IATA: BUS, ICAO: UGSB) är en internationell flygplats i Georgien som ligger 2 kilometer söder om staden Batumi vid Svartahavskusten. Staden är även den autonoma republiken Adzjariens huvudstad. Flygplatsen ligger även 20 kilometer norr om den turkiska staden Hopa, och den fungerar därför som en inrikes, och samtidigt internationell flygplats för norra Turkiet.
Batumis internationella flygplats är en av tre internationella flygplatser i Georgien. Den nya terminalbyggnaden har varit i drift sedan 26 maj 2007 då den senaste renoveringen avslutades. Med en total yta på 3,915m², är flygplatsen kapabel att ta emot upp till 600,000 passagerare per år. Flygplatsen är bas för stadens flygbolag Air Batumi. Sedan 2015 är den landets näst största flygplats efter Tbilisis internationella flygplats. 

## Trafikerande flygbolag
| Flygbolag                      | Destinationer                                                         |
| ------------------------------ | --------------------------------------------------------------------- |
| Air Arabia                     | Säsong: Sharjah                                                       |
| Anda Air                       | Säsong: Kiev-Zjuljany                                                 |
| ATA Airlines                   | Charter: Teheran                                                      |
| Belavia                        | Säsong: Minsk                                                         |
| Bravo Airways                  | Säsong: Kiev-Zjuljany                                                 |
| flydubai                       | Säsong: Dubai-International                                           |
| Georgian Airways               | Moskva-Vnukovo, Tbilisi Säsong: Mashhad, Teheran, Tel Aviv-Ben Gurion |
| Nordavia                       | Säsong: Sankt Petersburg                                              |
| Nordstar Airlines              | Säsongscharter: Moskva-Domodedovo                                     |
| Red Wings                      | Säsong: Moskva-Domodedovo                                             |
| Royal Wings                    | Säsongscharter: Amman                                                 |
| S7 Airlines                    | Moskva-Domodedovo                                                     |
| SCAT Airlines                  | Säsong: Aktau                                                         |
| Severstal Air Company          | Säsong: Tjerepovets                                                   |
| Small Planet Airlines          | Säsong: Warszawa-Chopin                                               |
| Sun D'Or trafikeras av El Al   | Tel Aviv-Ben Gurion                                                   |
| Turkish Airlines               | Istanbul-Atatürk                                                      |
| Ukraine International Airlines | Säsong: Zaporizjzja                                                   |
| Ural Airlines                  | Säsong: Moskva-Domodedovo, Sankt Petersburg, Jekaterinburg            |
| Wings of Lebanon               | Säsongscharter: Beirut                                                |
| Yanair                         | Säsong: Lviv (inleds 8 juni 2018), Kiev-Zjuljany, Odessa              |

## Galleri

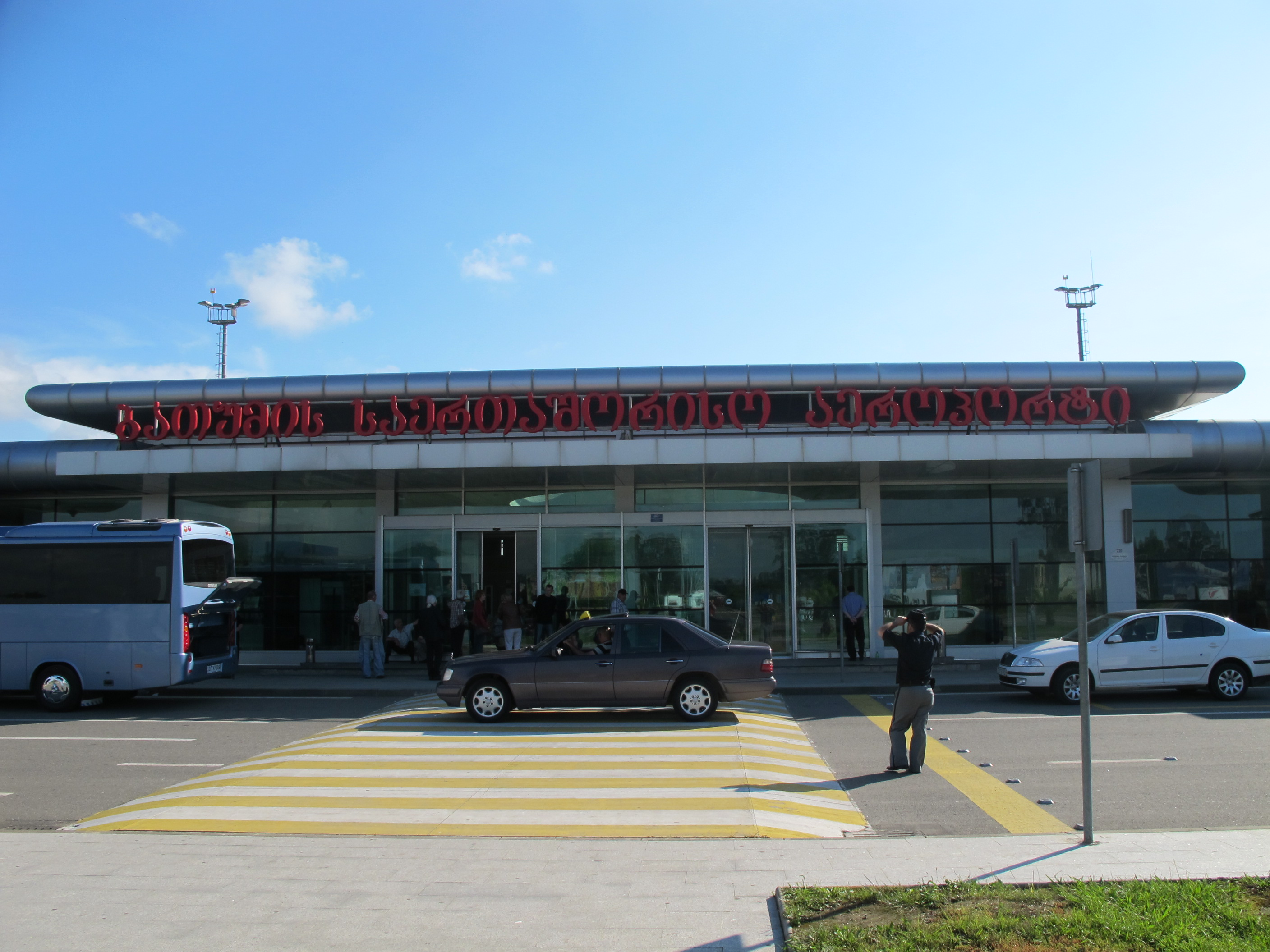
Flygplatsens entré
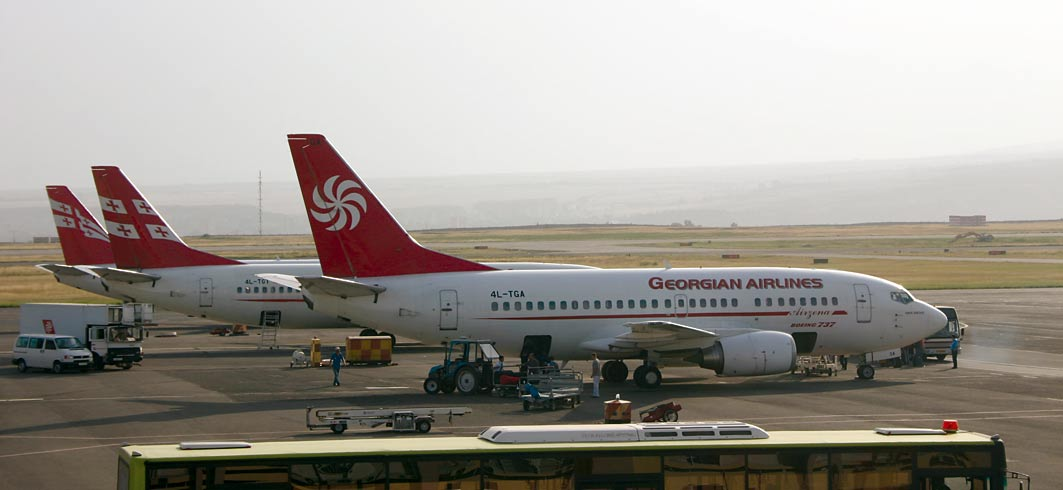
Georgian Airways - ett av flygplatsens trafikerande bolag
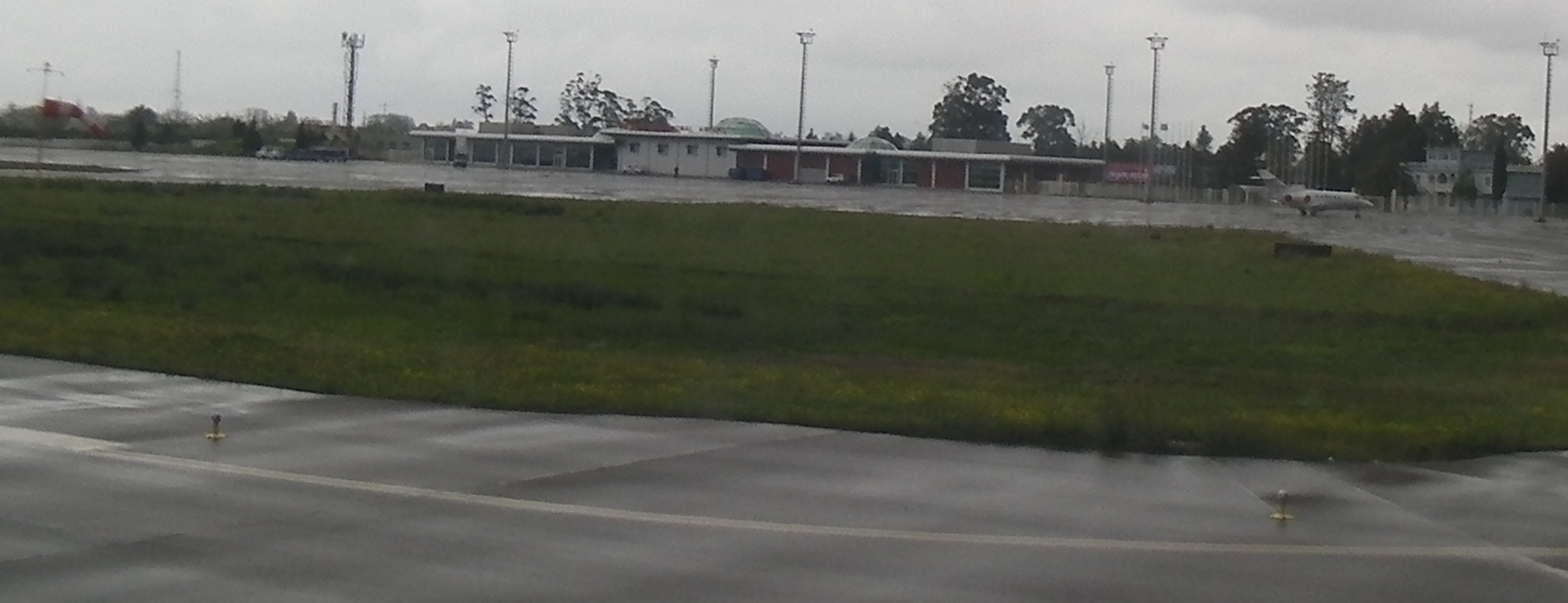
Flygplatsens asfaltsbana
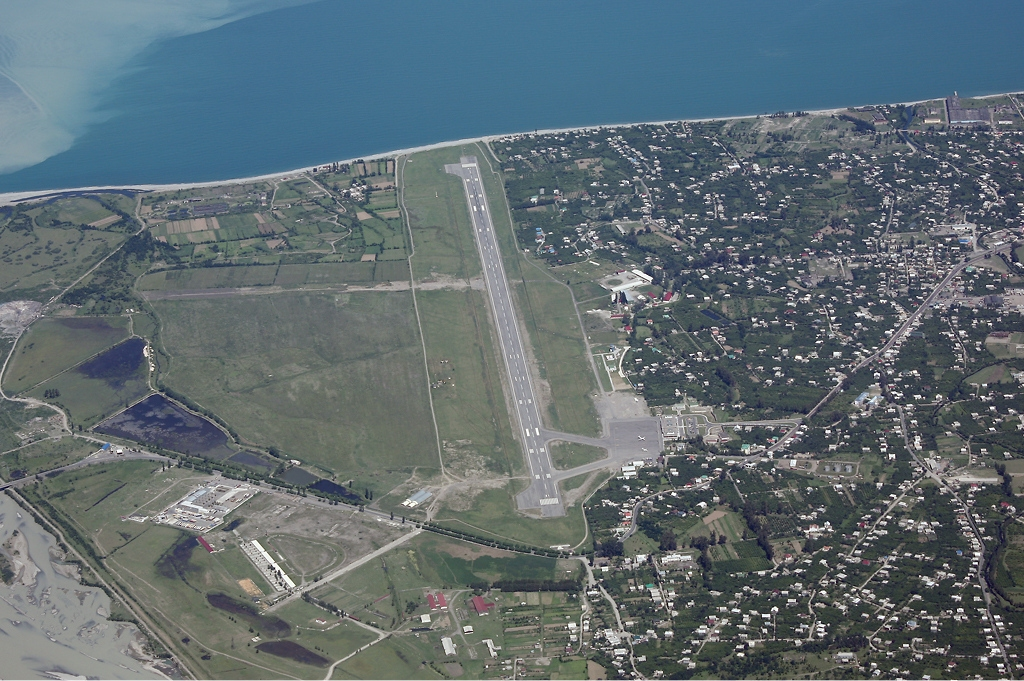
Flygfoto över Batumi och flygplatsen
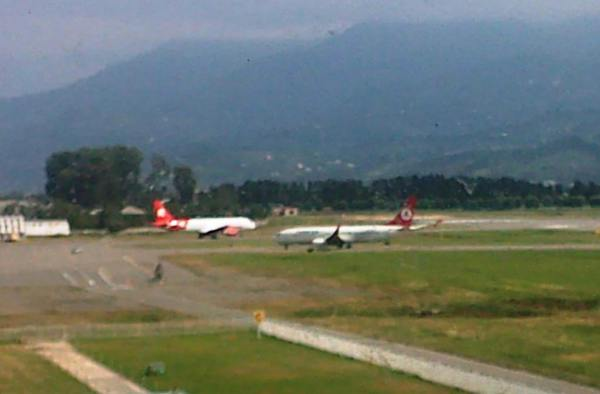
Parkeringsytan vid flygplatsen